# Pong (приставка)
Pong — серия игровых приставок производства Atari, выпускалась с 1975 по 1977 год. Приставки продавались под марками Atari и Sears Tele-Games.

## История
В 1973 году инженер Atari Гарольд Ли предложил создать домашнюю версию игрового автомата Pong. Разработка приставки под кодовым названием Darlene была начата в начале 1974 года тремя конструкторами: Гарольдом Ли, Аланом Алкорном и Бобом Брауном, — и в конце года консоль была создана. Однако в связи с падением спроса на Magnavox Odyssey продавцы не хотели распространять приставку Atari. В конце концов был подписан договор с Sears на поставку 150 тысяч консолей к Рождеству 1975 года для продажи под маркой Tele-Games, принадлежащей Sears. Продажи были высокими (в некоторых магазинах покупатели стояли в очередях несколько часов), и в 1976 году Atari выходит на рынок под собственной торговой маркой. За два года (1976—1977) Atari создает и выпускает несколько модификаций приставки как под собственной маркой, так и под маркой Sears. Кроме того, компания начинает производить приставки других типов — гоночные и пинбольные. Выпуск всех этих игровых систем был прекращен в конце 1977 года, когда Atari представила свою консоль второго поколения — Atari 2600.

## Характеристики
В основе игровой приставки Pong лежит один (реже - два) чип, который обрабатывает графику и звук, принимает и расшифровывает сигналы, поступающие с контроллеров, а также отвечает за действия виртуального оппонента в игре человека против приставки (у тех модификаций, которые поддерживали такой режим).
Управление производится с помощью контроллеров типа paddle. Контроллеры могут быть жестко закреплены на корпусе приставки либо быть проводными (зависит от конкретной модификации). Кроме того, иногда используется гибридный способ крепления — на корпусе есть специальные посадочные места под контроллеры, но сами контроллеры — проводные. Существуют модификации как с двумя, так и с четырьмя paddle, при этом в последнем случае два из них могут быть отсоединяемыми.
К телевизору приставка подключается через стандартный антенный разъем.

## Модификации

### Модификации, выпущенные под маркой Atari
| Название             | Игры | Игроки | Год выпуска            | Чип              | Особенности |
| -------------------- | ---- | ------ | ---------------------- | ---------------- | ----------- |
| Pong                 | 1    | 2      | 1976                   | 3659-1C/C2566    | Черно-белая |
| Pong Doubles         | 1    | 4      | в продажу не поступила | 3659-3           | Черно-белая |
| Super Pong           | 4    | 2      | 1976                   | C010073-01       | Черно-белая |
| Super Pong 10        | 10   | 4      | 1976                   | C010073-01/C2607 | Черно-белая |
| Super Pong Pro-AM    | 4    | 2      | 1977                   |                  | Цветная     |
| Super Pong Pro-AM 10 | 10   | 4      | 1977                   |                  | Цветная     |
| Ultra Pong           | 16   | 2      | 1977                   | C010765          | Цветная     |
| Ultra Pong Doubles   | 16   | 4      | 1977                   | C010765          | Цветная     |

### Модификации, выпущенные под маркой Tele-Games
| Название          | Игры | Игроки | Год выпуска | Чип               | Особенности                                                |
| ----------------- | ---- | ------ | ----------- | ----------------- | ---------------------------------------------------------- |
| Pong              | 1    | 2      | 1975        | 3659-1C/C2566     | Аналог Atari Pong                                          |
| Pong IV           | 1    | 4      | 1976        | 3659-3            | Аналог Atari Pong Doubles                                  |
| Super Pong        | 4    | 2      | 1976        | C010073-01        | Аналог Atari Super Pong                                    |
| Super Pong IV     | 4    | 4      | 1976        |                   |                                                            |
| Hockey Pong       | 4    | 5      | 1976        |                   |                                                            |
| Speedway          | 4    | 2      | 1976        | F4301             |                                                            |
| Speedway IV       | 4    | 4      | 1976        | F4301             |                                                            |
| Super Pong IV     | 10   | 4      | 1977        |                   | Аналог Atari Super Pong Pro-AM 10                          |
| Pong Sports II    | 16   | 2      | 1977        | C010765           | Аналог Atari Ultra Pong                                    |
| Pong Sports IV    | 16   | 4      | 1977        | C010765           | Аналог Atari Ultra Pong Doubles                            |
| Hockey-Tennis II  | 4    | 2      | 1977        |                   |                                                            |
| Hockey-Tennis III | 4    | 2      | 1977        |                   |                                                            |
| Motocross         | 16   | 4      | 1977        | AY-3-8760/C010765 | Аналог Atari Stunt Cycle, но с дополнительными Pong-играми |